# 高登 (企業家)
高登爵士，大紫荊勳賢，CBE，JP（1917年8月20日—2007年4月11日），英國特許會計師和企業家，曾在香港的嘉道理父子有限公司和香港上海大酒店有限公司等出任董事，以及在1992年至1996年任中華電力主席。另外，他曾經在1960年代至1980年代先後擔任立法局和行政局非官守議員，退任後仍然有參與不同公職。

## 生平

### 早年生涯
高登在1917年8月20日出生於英國蘇格蘭，父母分別名叫P·S·高登（P. S. Gordon）和奧古斯娜·高登（Angusina Gordon）。高登早年在格拉斯哥的海恩蘭學校（Hyndland School）就讀，畢業後考入了格拉斯哥大學。後來成為蘇格蘭特許會計師公會會員。

### 商業生涯
在1956年至1970年，高登成為了香港羅兵咸永道會計師事務所的兼高級合伙人。除此之外，他還曾擔任山頂纜車有限公司董事局副主席、聯合橡膠等公司的董事、以及寶源亞洲有限公司、南洋集團有限公司、香港建屋貸款有限公司、麗的電視及麗的呼聲之董事局主席。
高登與嘉道理家族之關係十分密切，曾為嘉道理父子有限公司之董事。而在1962年至2006年，高登亦在嘉道理家族旗下的香港上海大酒店有限公司中出任董事。另外，在1971年，高登已獲委任為中華電力之副主席一職，至1992年的時候更接替嘉道理勳爵擔任主席，而副主席一職則被廢置。高登在1996年底辭任後，主席一職方才由米高·嘉道理接替。

### 公職生涯
高登最初1962年至1966年擔任立法局非官守議員，其後又自1965年至1980年在行政局任非官守議員。在兩局生涯以外，高登曾經自1974年至1976年出掌大學及理工教育資助委員會主席一職。在1988年，他獲港府委任為公務員薪俸及服務條件常務委員會主席，至2000年8月卸任，此後不再於政府出任公職。為答謝高登對公務員事務之貢獻，特區政府曾在1999年向他頒授大紫荊勳章。
在政府以外，高登曾自1963年至1964年出任香港總商會的主席，另外又一直代表嘉道理父子有限公司擔任商會委員會（Chamber Council）之成員。另一方面，高登曾為公益金的董事會委員，生前則仍為公益金之榮譽副會長 。
高登於2007年4月11日清晨4時15分，因自然原因在香港港安醫院逝世，終年89歲。

## 個人生活
高登在1950年與原任職瑪麗醫院護士的奧利芙·W·F·埃爾登（Olive W. F. Eldon，？－1992年）結婚，二人育有兩名女兒。奧利芙之父母親名T·A·埃爾登（T. A. Eldon）以及漢娜·埃爾登（Hannah Eldon），奧利芙後來在1992年逝世。賽馬是高登之一大興趣，生前更擁有馬匹高勝意（Strong Scotch）和高勝俠（Inverness） （页面存档备份，存于） 等。
高登是石澳鄉村俱樂部、香港鄉村俱樂部、香港木球會和Oriental Club之會員，香港高爾夫球會之終身榮譽會員，以及香港賽馬會的榮譽幹事。其中，高登曾自1983年至1991年任香港高爾夫球會會長。
高登爵士生前居於南區赫蘭道七號大宅。在1976年4月7日早上，高登爵士如常上班，而夫人則帶同飼養的銀狐狗，駕車到大宅附近晨運和放狗。當她獨自走到舂坎角食水配水庫附近時，遭一名中國籍青年企圖強姦。高登爵士夫人以手上狗鏈還擊，並用廣東話喊說其夫是高登爵士，該青年被擊退後乘電單車逃逸。高登夫人事後駕車返回寓所報警，而警方則派出大批藍帽子在事發地點一帶搜索疑匪，但遍尋不獲，而高登夫人僅受驚過度。
1980年3月至同年8月，繼簡悅強出任行政局首席非官守議員。
高登身故後，其家族後人在2010年5月11日作價六億港元，出售赫蘭道洋房。赫蘭道洋房佔地約25,186方呎，以地積比率0.75倍計算，可建樓面約18,890方呎。

## 榮譽
- J.P. （1961年5月30日）
- O.B.E. （1965年）
- C.B.E. （1968年）
- Kt. （1972年）
- G.B.M. （1999年）

- 榮譽法學博士
  - 香港中文大學 （1970年）

## 請參見
- 嘉道理家族
- 中華電力

## 外部連結
- 高登爵士在行政局任內之官方照片，政府檔案處轄下香港歷史檔案館
- The Last Taipan Retires in Hong Kong （页面存档备份，存于），國際先驅論壇報，1992年10月17日。
- 1997年度年報內有關高登爵士之簡歷，香港上海大酒店有限公司（PDF格式）
- Sir Sidney Gordon （页面存档备份，存于）, Daily Telegraph, 11 May 2007.
- 〈太古英皇道商廈獲18億洽[]〉，《星島日報》，2010年5月11日。